# Une mère sous influence
Pour plus de détails, voir Fiche technique et Distribution.
Une mère sous influence est un téléfilm franco-belge réalisé par Adeline Darraux et diffusé sur France 3 le 19 mars 2019. Il a été rediffusé sur 13e rue le 29 mai 2019 et à nouveau sur France 3 le 14 avril 2020. Ce téléfilm est l'adaptation du roman From Cradle to Grave de Patricia MacDonald.
Le téléfilm est une coproduction de La Boîte à Images, France Télévisions, Be-Films et la RTBF (télévision belge).

## Fiche technique
- Réalisation : Adeline Darraux[1]
- Scénario : Elsa Marpeau d'après le roman From Cradle to Grave de Patricia MacDonald
- Musique : Nicolas Jorelle
- Photographie : Dominique Bouilleret
- Production : La Boîte à Images, France Télévisions, Be-Films et la RTBF (télévision belge)[1]
- Pays d'origine :  France,  Belgique
- Langue : français
- Genre : policier
- Année de production : 2018
- Durée : 90 minutes[1]
- Diffusion :
  - France 3 le 19 mars 2019
  - 13e rue le 29 mai 2019
  - France 3 le 14 avril 2020.

## Distribution
- Caroline Anglade : Juliette
- Julie de Bona : Claire
- Sophie Broustal : Astrid
- Arnaud Binard : Paul
- André Marcon : Daniel
- Régis Maynard : Simon
- Marion Christmann : Lucie
- Louise Marion : Emma
- Bass Dhem : Joseph Diomé
- Piérick Tournier

## Production
Le téléfilm est une adaptation du roman From Cradle to Grave de Patricia MacDonald, paru en 2010,,.

## Tournage
Le tournage a eu lieu au printemps 2018 à Bordeaux et dans la région du Bassin d'Arcachon.

## Distinction

### Nomination
- Globes de cristal 2020 : meilleur film unitaire